# Asperthorax communis
Asperthorax communis là một loài nhện trong họ Linyphiidae.
Loài này thuộc chi Asperthorax. Asperthorax communis được Ryoji Oi miêu tả năm 1960.